# Associació de Votants de Schleswig Meridional
L'Associació de Votants de Slesvig Meridional (alemany: Südschleswigscher Wählerverband o SSW;danès: Sydslesvigsk Vælgerforening) és un partit polític regional de l'estat alemany de Slesvig-Holstein. Representa la minoria danesa i els nacionals frisons d'aquesta regió. Està representat al parlament regional (Landtag) de Slesvig-Holstein i a diversos ajuntaments. Fou creada el 1948 per Hermann Clausen Entre 1965 i 2021 no es va presentar a les eleccions federals alemanyes.
La SSW es nega a identificar-se en una escala d'esquerra a dreta, però les seves polítiques s'orienten en el sistema escandinau, que implica un fort estat de benestar, però al mateix temps un mercat laboral més liberal que l'alemany. Com a partit oficial de la minoria ètnica danesa a Schleswig Meridional, la SSW no està subjecta a la regla general que exigeix que un partit assoleixi almenys el 5% dels vots per a entrar al parlament regional. Per tant, encara que des de 1954 els resultats de la SSW sempre han estat per sota d'aquesta marca, des de 1958 sempre ha estat representat al parlament amb entre un i tres diputats. A escala federal, també està eximida de la "clàusula del 5%", però no ha estat fins al 2021 que s'hi ha tornat a presentar, no s'havia presentat a les eleccions al Bundestag des de 1965.
L'exempció de la SSW de la "clàusula del 5%" va provocar un intens debat públic després de les eleccions regionals de 2005, als quals la SSW va obtenir el 3,6% dels vots i dos escons. Donat el resultat extremament ajustat de les eleccions, als quals la coalició governamental sortint entre SPD i Verds havia obtingut un diputat menys que l'oposició de CDU i FDP, els dos escons de la SSW van ser suficients perquè tingués en les seves mans el balanç del poder. Després de sondejar amb ambdós partits, la SSW va decidir donar suport un govern de minoria entre SPD i Verds, sense entrar ella mateixa en la coalició. Això va ser durament criticat per la CDU i per cercles conservadors alemanys, que van afirmar que, com la llei electoral preveia un estatus especial per a la SSW, aquesta estava obligada a defensar només els interessos especials de la seva minoria ètnica, i que l'exempció hauria de ser revocada si la SSW començava a comportar-se com un partit "normal".
Per altra banda, els representants de la SSW van insistir en la "validesa completa" dels seus escons que li permetrien donar suport a la coalició que ells mateixos decidissin. El debat es va acalorar fins a arribar a amenaces de mort anònimes contra els diputats de la SSW. No obstant això, finalment la coalició de SPD i Verds va fracassar, ja que, a més dels diputats de CDU i FDP, un diputat desconegut més es va negar a donar el seu suport al govern "roig-i-verd" en la votació secreta d'investidura. A continuació, la SSW va anunciar que ja no estava disposada a tolerar un govern de minories. Per tant, es va formar una coalició de govern entre CDU i SPD, i la SSW va passar a l'oposició.
El 2021 es va presentar novament a les eleccions federals alemanyes, i per primer cop des del 1949 el partit va obtenir representació al Bundestag, on no s'hi presentava des del 1961 malgrat tenir representació habitual a la cambra de l'estat federat de Slesvig-Holstein.

## Resultats electorals

### Bundestag
| Any                              | Líder           | Circumscripció | Circumscripció | Circumscripció      | Llista de partit | Llista de partit | Llista de partit    | Escons  | +/– | Govern            |
| Any                              | Líder           | Vots           | %              | %                   | Vots             | %                | %                   | Escons  | +/– | Govern            |
| Any                              | Líder           | Vots           | Alemanya       | Schleswig- Holstein | Vots             | Alemanya         | Schleswig- Holstein | Escons  | +/– | Govern            |
| -------------------------------- | --------------- | -------------- | -------------- | ------------------- | ---------------- | ---------------- | ------------------- | ------- | --- | ----------------- |
| 1949                             | Hermann Clausen |                |                |                     | 75,388           | 0.3 (#12)        | 5.4 (#5)            | 1 / 402 |     | Oposició          |
| 1953                             |                 | 44,339         | 0.2 (#13)      | 3.3 (#6)            | 44,585           | 0.2 (#13)        | 3.3 (#6)            | 0 / 509 | 1   | Extraparlamentari |
| 1957                             |                 | 33,463         | 0.1 (#10)      | 2.5 (#6)            | 32,262           | 0.1 (#11)        | 2.5 (#6)            | 0 / 519 | =   | Extraparlamentari |
| 1961                             |                 | 24,951         | 0.1 (#8)       | 1.8 (#5)            | 25,449           | 0.1 (#9)         | 1.9 (#5)            | 0 / 521 | =   | Extraparlamentari |
| No hi van participar (1965–2017) |                 |                |                |                     |                  |                  |                     |         |     |                   |
| 2021                             | Stefan Seidler  | 35,027         | 0.1 (#17)      | 2.0 (#7)            | 55,578           | 0.1 (#17)        | 3.2 (#7)            | 1 / 735 | 1   | Oposició          |
| 2025                             |                 | 58,773         | 0.12           |                     | 76,126           | 0.15             |                     | 1 / 630 | =   | Oposició          |

### Eleccions al Landtag
| Any  | Líder            | Vots   | %     | Escons | +/– | Govern        |
| ---- | ---------------- | ------ | ----- | ------ | --- | ------------- |
| 1947 | Samuel Münchow   | 99,500 | 9.3%  | 6 / 70 | 6   | Oposició      |
| 1950 | Samuel Münchow   | 71,864 | 5.5%  | 4 / 69 | 2   | Oposició      |
| 1954 | Samuel Münchow   | 42,242 | 3.5 % | 0 / 69 | 4   | Oposició      |
| 1958 | Berthold Bahnsen | 34,136 | 2.8%  | 2 / 69 | 2   | Oposició      |
| 1962 | Berthold Bahnsen | 26,883 | 2.3%  | 1 / 69 | 1   | Oposició      |
| 1967 | Berthold Bahnsen | 23,577 | 1.9%  | 1 / 73 | =   | Oposició      |
| 1971 | Berthold Bahnsen | 19,720 | 1.4%  | 1 / 73 | =   | Oposició      |
| 1975 | Karl Otto Meyer  | 20,703 | 1.4%  | 1 / 73 | =   | Oposició      |
| 1979 | Karl Otto Meyer  | 22,293 | 1.4%  | 1 / 72 | =   | Oposició      |
| 1983 | Karl Otto Meyer  | 21,807 | 1.3%  | 1 / 74 | =   | Oposició      |
| 1987 | Karl Otto Meyer  | 23,316 | 1.5%  | 1 / 74 | =   | Oposició      |
| 1988 | Karl Otto Meyer  | 26,643 | 1.7%  | 1 / 74 | =   | Oposició      |
| 1992 | Karl Otto Meyer  | 28,245 | 1.9%  | 1 / 89 | =   | Oposició      |
| 1996 | Anke Spoorendonk | 38,285 | 2.5%  | 2 / 75 | 1   | Oposició      |
| 2000 | Anke Spoorendonk | 60,367 | 4.1%  | 3 / 89 | 1   | Oposició      |
| 2005 | Anke Spoorendonk | 51,920 | 3.6%  | 2 / 69 | 1   | Oposició      |
| 2009 | Anke Spoorendonk | 69,701 | 4.3%  | 4 / 95 | 2   | Oposició      |
| 2012 | Anke Spoorendonk | 61,025 | 4.6%  | 3 / 69 | 1   | SPD-Verds-SSW |
| 2017 | Lars Harms       | 48,968 | 3.3%  | 3 / 73 | =   | Oposició      |
| 2022 | Lars Harms       | 78,969 | 5.7%  | 4 / 69 | 1   | Oposició      |

## Presidents del SSW
| Líder | Líder                | Mandat       |
| ----- | -------------------- | ------------ |
| 1     | Svend Johannsen      | 1948–1949    |
| 2     | Samuel Münchow       | 1949–1950    |
| 3     | Hermann Clausen      | 1950–1956    |
| 4     | Friedrich Mommsen    | 1956–1960    |
| 5     | Karl Otto Meyer      | 1960–1975    |
| 6     | Gerhard Wehlitz      | 1975–1989    |
| 7     | Wilhelm Klüver       | 1989–1997    |
| 8     | Gerda Eichhorn       | 1997–2005    |
| 9     | Flemming Meyer       | 2005–2021    |
| 10    | Christian Dirschauer | 2021–present |